# U-154 (1941)
U-154 – niemiecki okręt podwodny (U-Boot) typu IX C z okresu II wojny światowej. Okręt wszedł do służby w 1941 roku. 

## Historia
Okręt wcielono do 4. Flotylli Okrętów Podwodnym celem szkolenia. Od lutego 1942 roku przeniesiony do 2. Flotylli jako jednostka bojowa.
W swój pierwszy rejs bojowy wyruszył – wraz z innymi jednostkami, m.in. U-155 tego samego typu  – z zadaniem atakowania alianckiej żeglugi na Morzu Karaibskim. Patrol został jednak przerwany po nieudanych atakach na wykryty konwój HX 175. Z wystrzelonych torped 10 chybiło, a 4 okazały się niewybuchami; przyczyną było uszkodzenie kalkulatora celownika torpedowego. Podczas kolejnego rejsu na podobnym akwenie U-154 zatopił pięć statków w tym trzy zbiornikowce (amerykańskie: „Comol Rico” (5034 BRT, „Catahoula” (5030 BRT) i brytyjski „Empire Amethyst” (8032 BRT)).
W lutym 1943, kolejnym – trzecim już dowódcą okrętu został Oberleutnant zur See Oskar Heinz Kusch. Po odbyciu dwóch rejsów został on oskarżony o sianie wywrotowej propagandy, podburzanie do buntu i tchórzostwo. Sąd wojenny skazał go na rozstrzelanie; wyrok wykonano 12 maja 1944.
U-154 zatopiony został 3 lipca 1944 roku na zachód od Madery (34°00,0′N 19°18,0′W/34,000000 -19,300000) za pomocą bomb głębinowych przez amerykańskie niszczyciele eskortowe: USS „Frost” i „Inch”. Zginęła cała, 57-osobowa, załoga. 
Podczas 8 patroli bojowych U-154 zatopił 10 jednostek pływających o łącznej pojemności 49 288 BRT, uszkodził jedną na tyle, że została uznana za niezdolną do dalszej służby (8 166 BRT) i uszkodził dwie dalsze (łącznie 15 771 BRT).